# Jean Laune
Jean Laune, né le 30 juillet 1916 à Montpellier dans l'Hérault, est un footballeur international et entraîneur de football français. Il est décédé le 3 septembre 1996 à Montpellier à l'âge de 80 ans. Il fait partie de ces joueurs dont la grande carrière a été gâchée et amputée par le deuxième conflit mondial. Il est sûr qu'en des temps moins troublés, Jean Laune aurait davantage marqué l'histoire du football français en club mais surtout au niveau international avec l'équipe de France où il serait sans doute devenu un titulaire indiscutable. Il a d'ailleurs joué avec les plus grands noms de l'époque. Il commence le football au CA Montpellier à 13 ans en 1929-1930, avant de rejoindre rapidement le SO Montpellier à 14 ans et de s'y imposer pour jouer son premier match professionnel en 1934 à 18 ans. À la suite d'une blessure en 1949 au CA Paris, il met un terme à sa carrière professionnelle et devient entraîneur-joueur puis il commence sa carrière d'entraîneur. Il est l'un des joueurs emblématiques du SO Montpellier et ancien capitaine de l'équipe. Si des informations sur Jean Laune ont pu être collectées jusqu'en 1944, il est plus difficile de tracer sa carrière à partir de cette date et lors de la période d'après-guerre, les archives de la presse n'étant pas disponibles en accès libre après 1944-1945.     
Il est le beau-frère de Pierre Dosséna, joueur professionnel au SO Montpellier (SOM) lui aussi. Les deux hommes joueront ensemble de 1940 à 1942 et lors de la saison 1947-1948.

## Biographie

### Carrière de joueur

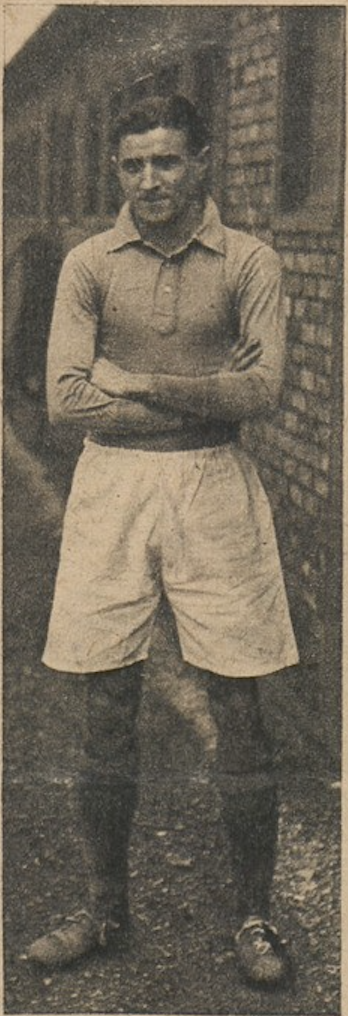
Jean Laune dans Le Miroir des Sports le 1 mars 1943.

Il est jeune inter en 1934, lorsqu'il fait son apparition pour la première fois dans l'équipe première du Stade Olympique Montpelliérain (SOM) aujourd'hui Montpellier Hérault Sport Club (MHSC). Ses amis, autour des touches, l'encouragent vivement aux cris de "Allez Pinson". Il s'appelle Jean Laune, mais ledit Pinson n'a pas usurpé son surnom : une voix bien timbrée, une bonne aisance scénique, des dons incontestables d'imitateur pouvaient d'ailleurs l'orienter, avec de sérieuses chances de succès, vers une carrière de music-hall. Mais c'est la balle ronde qui lui "tient aux tripes", et c'est à elle qu'il va consacrer 36 ans de son existence, successivement comme joueur, entraîneur-joueur et entraîneur. 
C'est au poste de demi-aile que cet authentique Montpelliérain, baron de Caravette, trouve rapidement sa voie. Mince et filiforme, il est physiquement l'antithèse totale de l'un de ses plus célèbres prédécesseurs au même poste, le rondouillard Mistral, cinq fois international. Malgré son aspect "poids plume", Laune est solide, résistant, hargneux même à l'occasion. Balle au pied, il étale une technique de maestro, un remarquable talent de pourvoyeur et l'art suprême d'éclaircir le jeu. 
Le 29 août 1937, il est l'un des principaux artisans de la victoire du SO Montpellier face à Toulouse 5 buts à 0. « L'équipe montpelliéraine gonflée à bloc a joué un très beau match, Bérec, formidable dans son jeu comme dans ses tirs; Zavadsky, Hertin et tous leurs camarades accomplirent leur besogne avec plus ou moins de chance. Il faut encore accorder au jeune Laune la mention spéciale qu'il mérite », résume Ducos dans La Dépêche du 30 août 1937.  
Le SO Montpellier est à l'époque réputée comme une équipe de Coupe. En effet, tous les ans, ses joueurs réalisent quelques beaux exploits et ne s'inclinent devant meilleurs qu'eux qu'après avoir épuisé toutes leurs forces. On se souvient de leur belle tenue devant Sète, à Alès en avril 1937, et nul n'a oublié que les S.O.M ont enlevé le trophée en 1929 et ont joué la finale en 1931. Le 19 décembre 1937, Jean Laune est titulaire lorsque le SO Montpellier réalise l'un des plus beaux exploits de l'histoire du club. L'équipe élimine le grand FC Sochaux-Montbéliard en 1/32es de finale de la Coupe de France sur le score de 4 buts à 0 alors qu'il est en tête du championnat de France avec cinq points d'avance, tenant du titre et tandis que le SO Montpellier occupe la 21e place de deuxième division. Le Paris Soir du 21 décembre 1937 rapporte : "L'étincelante production des Montpelliérains, ardents et volontaires, au cœur admirable, au jeu souple et lié, et voilà le géant terrassé. On épiloguera longtemps sur ce match qui a vu le tenant de la Coupe de France, leader incontesté du championnat professionnel, une seule fois battu cette saison par Marseille, succomber très régulièrement malgré sa classe devant un onze assez terne, aux résultats inconstants et bizarres, qui n'a pas réussi à se qualifier pour la poule unique du championnat de seconde division. Les quelque dix mille sportifs qui ont assisté à cette mémorable rencontre n'oublieront pas de sitôt le spectacle ahurissant qu'ils vécurent intensément pendant 90 minutes. On attendait un match plein de brio, de technique des Sochaliens et une bonne résistance des locaux sur lesquels nul ne comptait et ce fut le véritable match de coupe dans toute sa splendeur avec ses phases enthousiasmantes, ses renversements subits de situations, où la fougue, le cran, l'audace, la vitesse furent une fois encore, devant la précision, la technique poussée à l'excès et le fignolage, les reines de cette ardente mais courtoise bataille." Jean Laune, grand artisan de la victoire réagit à la fin du match dans le journal et déclare : « Nous avons tous joué le match de notre vie, mais c'est dur de pousser ainsi sans défaillance pendant 90 minutes. »
Sa classe ne manque pas d'attirer l'attention au-delà du Clapas (Montpellier), et Fives-Lille, l'une des meilleures équipes françaises des années 1930, l'enrôle en 1938. Il joue aux côtés de Novicki, Debruyckère, Finta (hu), Van Caeneghem, Waggi, Prouff, Bourbotte, Kapta (hu), Cros, Gyselynck, Dutilleul et est entraîné par Berry. Son séjour y est très court, car la guerre survient une année plus tard. Malgré cela, il marque le club nordiste par son style et sa personne. Le 13 janvier 1939, le journal Paris Soir présente le joueur Jean Laune en titrant : "Le fivois Laune a appris le football à l'école du Clapas [Montpellier]". Le quotidien écrit ceci : "Jean Laune, le demi-gauche du S.C. Fives, que Gaston Barreau a essayé pour l'équipe de France B, est un jeune méridional de 22 ans qui a fait ses débuts de footballeur à Montpellier. À quatorze ans, ce joueur fit ses premiers pas dans ce sport au C.A. Montpellier, puis il entra bien vite dans le grand club de la ville : le S.O.M. Laune, junior, profita si vite et si bien des leçons à l'école du Clapas, qu'il passa, à dix-huit ans, en équipe première. Montpellier était encore, en ce temps-là, une grande équipe qui avait sa place parmi les blucs vedettes. Jean Laune, surnommé "Pinson" par ses camarades, car il a, en plus de sa valeur certaine de footballeur, un certain talent pour la chansonnette, fit partie, l'an passé, de cette fameuse équipe des Sports Olympiques Montpelliérains qui élimina Sochaux, tenant de la Coupe. Jean Laune passe cette année à Fives, et les dirigeants nordistes sont fort heureux de leur acquisition. Le nouveau Fivois joua plusieurs matches comme inter - car il a occupé maintes fois ce poste, - puis devint demi-aile, lorsque Méresse passa arrière. Ses belles qualités, la précision de son service, l'ont fait remarquer par le sélectionneur français qui a songé à lui pour l'équipe de France B, qui va rencontrer le Luxembourg."

Le 21 janvier 1939, il est l'un des meilleurs joueurs du match lorsque l'équipe de France B bat le Luxembourg 4 buts à 2 au stade de Paris à Saint-Ouen. "Heiss, Buge, Laune et Sintès ont joué une partie excellente", écrit Lucien Gamblin en Une du journal L'Auto du 22 janvier 1939. 6 000 spectateurs sont présents à cette occasion pour voir évoluer les cadets de l'équipe de France. "Laune fut le meilleur demi des deux équipes en deuxième mi-temps", précise-t-il. Puis il ajoute : "Des joueurs comme Heiss, Buge et Laune, Franquès et Sintès ont démontré hier, à Saint-Ouen, qu'ils possédaient de très belles qualités de footballeurs. Mais Heiss et Buge, comme Franquès, ne sont plus de jeunes joueurs ! Par contre, il faut retenir Laune, Sintès, Darui, qui a confirmé sa classe déjà déclarée à différentes reprises." Le match se déroule la veille de la rencontre de l'équipe de France face à la Pologne. Ainsi, les joueurs de l'équipe de France étaient présents pour voir évoluer leurs cadets. L'homologue de Jean Laune, Schmitt, qui évolue donc au même poste que lui en équipe de France déclare à son propos : "Je voudrais bien jouer comme lui demain !" Le Miroir des Sports par Gabriel Hanot confirme cette impression dégagée par Jean Laune et dans son résumé de match du 24 janvier 1939, il rapporte : "Les trois hommes les plus réguliers furent Laune, Franquès et Franceschetti. Le demi gauche fivois fut le plus satisfaisant à cet égard ; il ne se hissa pas aux sommets, comme Heiss, Buge et Sintès, mais il ne tomba pas non plus dans les crevasses ; il fut égal à lui-même du début à la fin, en dépit d'une petite crise de dribble en première mi-temps et j'entendais un voisin de la tribune de presse déclarer que Laune était mûr pour l'équipe nationale." Peut-être que ce voisin de la tribune presse était Lucien Gamblin qui écrit dans le journal L'Auto du même jour : "Nos Heiss, Buge, Sintès, Laune, Snella, Darui ont affirmé indiscutablement qu'ils étaient tout près des titulaires de l'équipe A, dont la porte peut leur être ouverte d'ici peu. N'est-ce pas là un fait à signaler, et à retenir, car jusqu'ici les équipes de France B n'avaient fait que de donner un aperçu des qualités naissantes de ceux qui en faisaient partie, sans que ces qualités n'aient jamais dépassé le stade des promesses sans lendemain. Aujourd'hui, il en est tout autrement. Les Heiss, Darui, Laune, Sintès, Snella peuvent être appelés demain à prendre place en équipe A, celle-ci n'en sera pas amoindrie."
Un mois plus tard, le 19 février 1939, il est sélectionné dans l'équipe du Nord et s'impose 2 buts à 1 avec celle-ci face à l'équipe de Budapest, composée de finalistes de la coupe du monde 1938, à Lille. La composition est la suivante : Darui - Vandooren - Beaucourt - Bourbotte - Moré - Laune - Stanis - Siklo - Arbizza - Hiltl et Kalocsaï. Jean Laune livre une bonne prestation et Lucien Gamblin écrit dans le journal L'Auto du 20 février 1939 : "Les attaquants du Nord avaient derrière eux une ligne de demis qui fut constamment maitresse du terrain, qui se dépensa si généreusement que l'on peut dire qu'elle se sacrifia pendant une heure et demie pour alimenter ses propres avants. L'on vit même Bourbotte et Laune shooter à plusieurs reprises aux buts hongrois avec chance de marquer. [...] Bourbotte, Moré et Laune ont été les plus brillants tant par leur sûreté dans le placement que par la façon efficace dont ils réduisent à néant les travaux d'approche de la ligne d'attaque hongroises." Pour le journaliste Victor Denis, dans Le Miroir des Sports du 21 février 1939 : "Ce Nord-Budapest de 1939 fera époque dans les annales du football nordiste."
Le 31 mars 1939, il fait l'objet d'un long portrait réalisé par le journaliste André Messelin, dans le quotidien sportif L'Auto ancêtre de L'Équipe. Celui-ci s'intitule "Jean Laune, le Tino Rossi du S.C. Fivois", alors qu'il est qualifié avec le S.C. Fives pour les demi-finales de la Coupe de France en ayant éliminé son ancienne équipe, le SO Montpellier au tour précédent. "Habillez-le de soie rouge, mettez lui une guitare entre les mains, priez le soleil de sourire à cet enfant de Montpellier et laissez-le chanter... Non, ce n'est pas Tino Rossi, mais bien Jean Laune, joueur de football professionnel, l'un des meilleurs éléments du Sporting Club Fivois. Jean Laune chante, en effet, admirablement : il chante "avé l'assent" et les yeux perdus dans le lointain, comme s'il cherchait dans le ciel barbouillé du Nord la clarté du ciel de sa Provence. Vous ne m'en voudrez pas de vous présenter Jean Laune sous cet aspect, car c'est par là qu'il faut commencer. Cette jolie voix, il la fit entendre pour la première fois le 30 juillet 1916. C'est, en effet, ce jour-là qu'il fit une bruyante apparition dans ce bas monde. C'était, je l'ai dit, à Montpellier. Jean grandit sans s'en faire, car ça n'est pas son tempérament. Il grandit partagé entre trois occupations : l'école, la charcuterie paternelle et le sport, car vous pensez bien qu'on devait y arriver. C'est au sport qu'il apporta d'autorité plus de ferveur et plus de passion. Vers l'âge de 13 ans, il s'insinue au Cercle Athlétique Montpelliérain, où il joue inter droit. Il y reste un an, puis passe dans les juniors des Sports Olympiques Montpelliérain, et là il fait un stage. Une seule saison, en 1934-1935, il joua demi droit, tout le reste du temps, il opéra à l'inter droit. Entre temps, Jean aide ses parents en s'initiant aux mystères de l'accommodement de la "cochonaille"; il prend une inscription à l'Université de Montpellier - il faut bien se distraire ! - et renforce le Montpellier Université Club, mais, on s'en doute, c'est le football qui domine et, s'il lui arrive de songer qu'il pourrait peut-être un jour être titulaire de la chaire de charcuterie qu'on parle de créer à l'Université de Montpellier, c'est, en définitive, sur les terrains de "foot" qu'il est le plus souvent le plus à l'aise. Il chante, aussi, au Palais d'Hiver. Il y obtient de jolis succès. Et le footballeur qu'il est s'épanouit. Il est extrêmement précieux aux « somistes » et, comme demi aile, prend une part très importante au fameux succès de son club quand il élimina Sochaux par 4 à 0. Étonnez-vous, après cela, que le jeune Laune fût "repéré", en même temps qu'Adrien Cros, par les dirigeants fivois en mal de recrues d'avenir à un prix abordable ! Jean donna d'autant mieux son adhésion à Fives qu'il savait devoir y rejoindre son ami Adrien Cros, dont il est inséparable, à telle enseigne que les deux compères ont trouvé le moyen d'habiter à Lille, dans la même rue et dans le même immeuble. Le sosie de Tino, outre sa belle tenue dans l'équipe des Diables Bleus, est devenu international B. Tous ses vœux sont comblés. Ce qu'il compte faire ? Continuer. Il doit faire son service militaire dans quelques mois. Il y a des quantités de régiments sportifs dans le Nord... Ainsi le joyeux Jean pourra demeurer avec ses amis fivois, où il s'habitue parfaitement et où l'on estime à sa valeur son excellent caractère."

À cette époque, Jean Laune est l'un des meilleurs footballeurs français. Il est régulièrement évoqué pour rejoindre la sélection nationale de l'équipe de France malgré le contexte de la seconde guerre mondiale. D'ailleurs, il y parvient dès la saison 1938-1939 où il est retenu dans la sélection de la Ligue du Nord, en équipe de France B puis en équipe de France A. Le 15 février 1940, il s'apprête à affronter la Grande-Bretagne avec l'équipe de France B. Dans le journal L'Auto du jour, le journaliste Maurice Pefferkorn affirme : "On ne niera pas que Laune était un candidat sérieux à l'équipe A de France", qui avait joué et s'était imposée face aux britanniques le dimanche précédent. Jean Laune aurait donc pu tout aussi bien se retrouver en équipe de France A. "Si donc nous ne voulons considérer que les hommes, nous reconnaîtrons que nous sommes en présence d'une sélection brillante qui brûle du désir de se distinguer à son tour et dont l'ambition secrète est de s'affirmer au moins l'égale de notre grande équipe de France", ajoute le journaliste. Ce jour là, l'équipe de France B ne s'incline au stade vélodrome de Reims, face à la Grande-Bretagne, que sur le score de 0 à 1 alors que les britanniques ne sont pas des espoirs mais bien des joueurs de l'équipe première. Il y a 15 000 spectateurs lorsque les équipes apparaissent sur le terrain où il a neigé, le rendant glissant et dur telle une patinoire. La composition française est la suivante : Darui - Mercier - Dupuis - Schmitt - Odry - Laune - Batteux - Simonyi - Nicolas - Tax - Weiskopf.   
En 1940, Jean Laune est donc de retour au SO Montpellier après une année passée au S.C. Fives. Il s'apprête à rejoindre l'AS Saint-Étienne mais le SO Montpellier bloque son transfert voulant le garder. Il est alors au cœur d'une affaire entre les deux clubs comme le raconte le journaliste Emmanuel Gambardella dans le journal L'Auto du 30 novembre 1940 : "Un double litige met aux prises le SOM et l'AS Saint-Étienne. Il y a quelques semaines, l'AS Saint-Étienne sollicita de Montpellier l'autorisation de faire jouer Laune dans ses rangs. Laune désirait aller retrouver, à Saint-Étienne, son ancien camarade de club Dutilleul du SC Fives. Montpellier refusa l'autorisation parce qu'il préférait conserver Laune pour lui. Mais voici que ces jours derniers, Montpellier a eu besoin de Roux, un ailier qui ne manque pas de qualités et qui a été en grande partie formé chez lui. Seulement, Roux a porté la saison dernière les couleurs de Saint-Étienne. L'autorisation stéphanoise était, par suite, nécessaire. Montpellier l'a demandée, mais vous pensez bien que Saint-Étienne l'a refusée. Montpellier ne s'est pas tenu pour battu et a porté l'affaire devant la délégation fédérale de la zone non occupée arguant que Roux avait été porté sur la liste des transferts libres."
En 1940-1941, il est à nouveau sélectionné pour une tournée, dite "tournée Borotra", en Afrique du Nord avec l'équipe de France. Le 7 mai 1941, le journaliste Georges Février dans le journal L'Auto titre : "Laune, Franquès, Bastien, Aznar...ossature du prochain onze de France !" après un match face à la Tunisie où l'équipe de France s'impose 7 buts à 2. Il ajoute : "Laune qui est de la lignée des grands demis gauche de l'équipe de France, fut excellent, et la tâche de Franquès, parfait lui aussi, fut facilitée d'autant." Auparavant, l'équipe de France a fait match nul au Maroc (1-1) et a gagné en Algérie (1-2). Le journaliste en tire le bilan suivant : "Les Tricolores, à qui était dévolue la tâche la plus difficile, peuvent être satisfaits. Si l'on devait établir un ordre de mérite pour les trois rencontres disputées (j'omets volontairement la démonstration de Bône) il faudrait classer en tête Laune, puis Franquès, Bastien et Aznar viendraient ensuite. Ces quatre hommes, croyez-moi, constitueront encore l'ossature de la prochaine équipe de France, avec, toutefois, cette restriction que Aznar, avant centre, ne devrait pas être mis à une autre place." Lors du match face à la Tunisie, la composition d'équipe était la suivante : Llense - Franquès - Mercier - Bastien - Gabrillargues - Laune - Keller - Becq - Franceschetti - Aznar - Aston.  
En septembre 1941, Jean Laune est le capitaine du SO Montpellier. Le club a fusionné en juin dernier pour donner l'Union des Sports Olympiques Montpelliérains (USOM) afin d'établir un grand club omnisports. Le 25 septembre 1941, le journaliste du quotidien L'Auto titre ceci : "Laune en tête, Montpellier l'équipe surprise s'apprête à soutenir sa réputation." Puis il analyse avant le début de saison : "Certes, l'USOM n'aligne pas de grands noms d'internationaux, mais on peut être assuré que tous ses joueurs, sous le capitanat de Laune, sauront, de tout cœur, défendre brillamment les couleurs qui leur sont chères, quitte à faire trébucher, comme à l'accoutumée, quelques ténors réputés irrésistibles qui en seront les premiers surpris."
Le 16 novembre 1941, il est titulaire lors du match France (zone non occupée) contre Suisse B à Lyon. L'équipe de France s'incline 3 à 4 lors de cette première confrontation internationale officielle depuis les événements de juin 1940. L'équipe alignée est la suivante : Llense (Saint-Étienne), puis Cabannes (Alès) ; Mathieu et Franquès (Sète) ; Schmitt (Toulouse), Diagne (Toulouse), Bastien (Marseille) ; Bigot (Saint-Étienne), Laune (Montpellier), Koranyi (Sète), Aznar (Marseille), Virage (Marseille). Gabriel Hanot, envoyé spécial pour le journal Le Miroir des Sports livre une analyse complète de la rencontre dans l'édition du 24 novembre 1941. Au sujet de Jean Laune, il écrit : "Laune le transplanté. Laune, demi transplanté à l'avant, a bien accompli toutes les actions qui ressortissent au jeu de demi ; mais il a échoué dans l'autre partie du jeu d'intérieur, c'est-à-dire dans l'attaque du but et le tir. Il s'en rendait bien compte d'avance, le brave Montpelliérain, et il me disait à quel point il regrettait de n'avoir pas été sélectionné comme demi. L'épreuve montra que ses craintes étaient pleinement justifiées. Du reste, si l'on peut attendre un bon résultat de la transplantation d'un intérieur dans la ligne de demis, la réciproque n'est pas vraie. Dans une équipe de football, - l'exemple de Dupuis passant de la défense à l'attaque est une exception à la règle -, les changements de place s'effectuent d'ordinaire d'avant en arrière et non d'arrière en avant. C'est une loi de vérification quasi constante."
Le 24 février 1942, le journal L'Auto par l'intermédiaire du journaliste Emmanuel Gambardella apprend que Jean Laune est un sélectionné possible pour l'équipe de France. En effet, Félix Abelly, président de la FFFA pour la Z.N.O. et sélectionneur unique pour la même zone, interrogé, livre ceci : "Le secrétariat de la FFFA m'a fait demander de convoquer le Montpelliérain Laune à Marseille, le 8 mars, sans qu'on puisse pourtant lui assurer qu'il fera le déplacement à Séville; mais ce qui n'est pas encore certain me paraît fort probable, et pour ma part je m'en réjouis, car Laune, qui joue très bien actuellement, peut indifféremment tenir le poste de demi aile ou celui d'inter."
Malheureusement, quelques jours plus tard, en mars 1942, son état de santé ne lui permet pas de se rendre au match France - Suisse prévu à Marseille. Et il rate alors une occasion unique de se faire définitivement une place en équipe de France. Dans le journal L'Auto du 7 mars 1942, le journaliste R. Rollat informe sur la condition de Jean Laune : "Laune, remplaçant au poste de demi gauche ou inter gauche de l'équipe de France, ne sera pas là à Marseille pour jouer contre la Suisse ni, a plus forte raison, pour se rendre en Espagne. Malade, fièvreux, Laune avait tenu, dimanche dernier, à accompagner ses camarades à Toulouse pour jouer contre Cannes. Après une mauvaise nuit, il tint à se faire examiner par un médecin, qui lui déconseilla vivement l'imprudence qu'il voulait commettre. En effet, dès le retour à Montpellier, Laune a dû s'aliter, atteint d'une broncho-pneumonie. Son état est sérieux, mais des soins éclairés lui sont prodigués par son entourage. Aznar, Laune, voilà deux importantes défections au passif des tricolores."
En mai 1942, il fait partie de l'équipe lors du match Suisse B - France Z.N.O. qui se joue au stade de Lausanne devant 12 000 personnes. Les tricolores arrivent à obtenir le nul 1 à 1. Georges Février, le journaliste pour le quotidien L'Auto du 26 mai 1942 est chargé de l'analyse du match, et il rapporte le sentiment de Roger Courtois qui y a assisté : "La défense est solide. Elle se conjugua très bien, avec Laune et Bastien." La composition française est la suivante : Llense - Mathieu - Franquès - Laune - Daho - Bastien - Curt Keller - Cros - Bigot - Aznar - Danzelle. Le suisse Spagnoli (it) déclare après la confrontation : "Keller, Danzelle et Laune ont été vos meilleurs hommes."

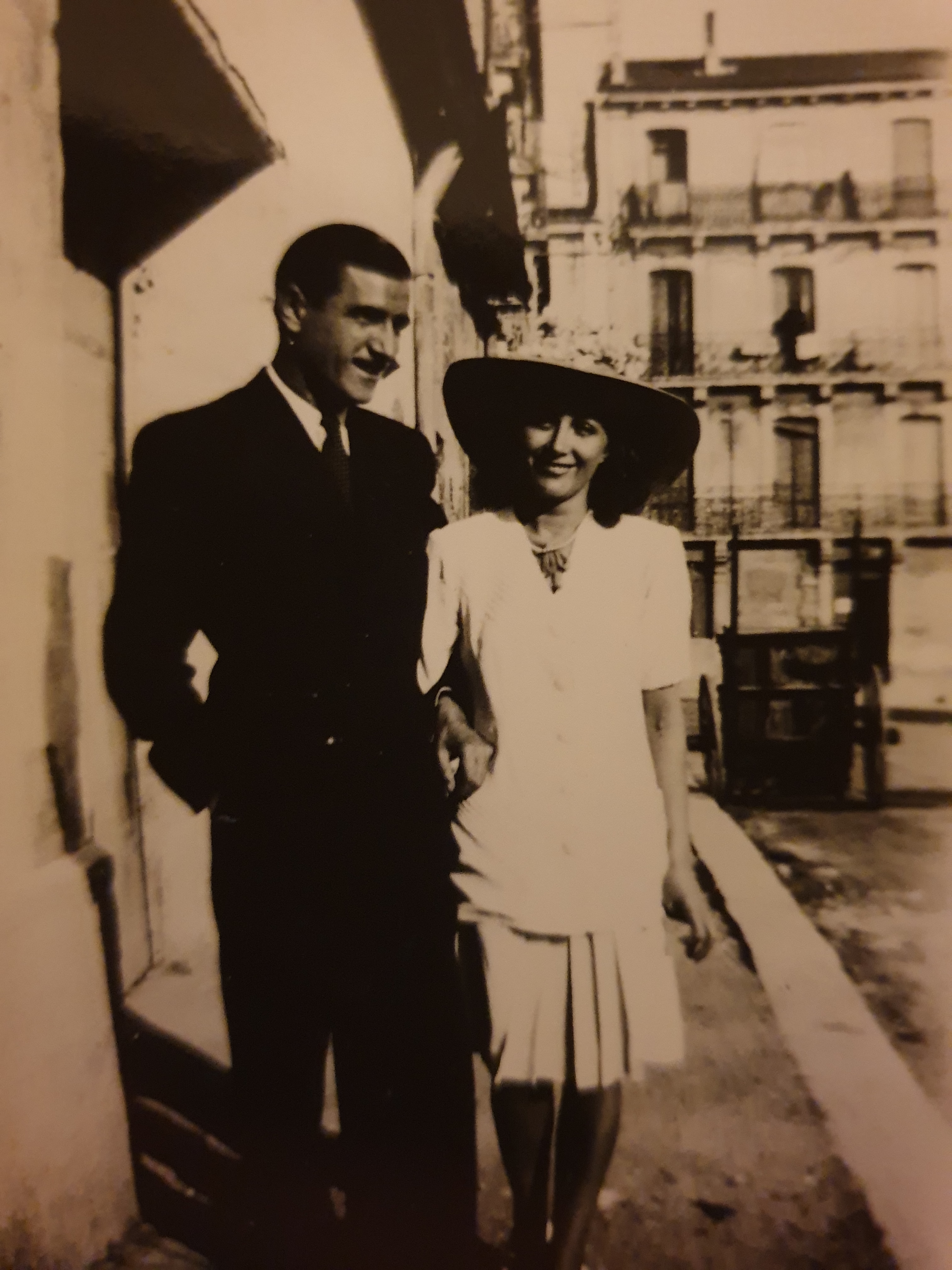
Jean Laune et sa femme.

Dans son édition du 11 août 1942, le journal L'Auto annonce que Jean Laune signe sa licence au Sporting Club Fivois et qu'il quitte donc le SO Montpellier : "La chose est officielle. Le demi gauche des SO Montpelliérains, l'ancienne mascotte des Diables bleus, Laune, a signé sa licence au Sporting Club Fivois et s'apprête à boucler ses valises pour monter à Fives. Les Fivois retrouveront avec plaisir ce grand garçon si sympathique, toujours gai et souriant, véritable boute-en-train de l'équipe qu'il ensoleillait littéralement avant guerre. C'est une précieuse recrue pour les Diables bleus, dont l'équipe 1942-1943 s'annonce redoutable surtout lorsqu'elle aura récupéré Prouff qu'elle espère toujours." Mais finalement, lors de cette saison, Jean Laune rejoint le Grenoble foot 38 en tant que capitaine et entraîneur-joueur et ne tarde pas à s'imposer. En novembre 1942, c'est lui qui permet à Grenoble de battre l'Olympique de Marseille 2 buts à 1. Jacques de Ryswick, journaliste à L'Auto s'en fait l'écho dans l'édition du 9 novembre en affirmant : "Laune assure la victoire Grenobloise. Marseille a perdu une belle chance de gagner son premier match sur terrain adverse et de s'emparer de la deuxième place du classement. L'équipe avait dominé pendant toute une mi-temps et montrait une maîtrise complète. Mais à la reprise, Laune, en capitaine avisé et qui avait pris la mesure de ses adversaires, passa résolument à l'attaque, allant lui-même marquer le deuxième but après avoir dribblé deux adversaires. Ce fut bien lui qui fit gagner son équipe." Puis il insiste dans son analyse du match : "En bon capitaine, Laune redresse la barre. Grenoble doit beaucoup aujourd'hui à ses trois demis, à Laune surtout qui fut de loin, aussi bien par la classe que par la volonté, le meilleur joueur sur le terrain. Laune en tête, les Grenoblois ont montré aujourd'hui qu'il faut toujours compter, en football, avec cette qualité qu'on appelle le cran." Cette année là, il est sélectionné dans l'équipe Dauphiné-Savoie et est élu meilleur joueur par le journal L'Auto lorsque Dauphiné-Savoie bat les Lyonnais 3 buts à 2 devant plus de 2 500 spectateurs : "Le Grenoblois Laune est le meilleur. Il fut le leader incontesté de son équipe", affirme le correspondant Depollier en Une dans l'édition du 25 janvier 1943.
Quelques jours plus tard, le journal L'Auto du 2 février 1943 annonce que Bastien, Laune, Keller et Dard sont proposés par M. Sorba pour l'équipe de France. Le correspondant Jacques de Ryswick écrit : "Quatre joueurs ont été retenus par M. Sorba en vue de la composition de l'équipe de France qui doit rencontrer le 21 février, à Paris, celle des Jeunes de France. Ce sont : Bastien et Dard de l'Olympique de Marseille, Laune de Grenoble et Keller de Toulouse. Bastien s'imposait indiscutablement ; Laune, le meilleur demi gauche et Keller le meilleur ailier droit de zone Sud méritaient également d'être retenus." Le 20 février 1943, la composition des Chevronnés de l'équipe de France qui va affronter les Espoirs des Jeunes de France le lendemain à 15h au Parc des Princes est connue en Une du journal L'Auto : Darui - Marek - Mathieu - Lewandowski - Bastien - Laune - Simonyi - Rio - Aston - Stanis - Siklo. La rencontre est remportée aisément par l'équipe de France 3 buts à 0 devant 25 000 spectateurs au Parc des Princes, et fait la Une du journal L'Auto le 22 février 1943. Jean Laune fait une bonne partie, il est décrit comme excellent en attaque mais moyen en défense.       
Il fait toujours partie des joueurs régulièrement évoqués pour la sélection nationale. Il fait d'ailleurs l'objet d'une comparaison dans Le Miroir des Sports du 1er mars 1943 avec un autre joueur concurrent : Lewandowski. Le journaliste de l'époque livre une sympathique analyse et une étonnante anecdote : "Deux morphologies, deux visages, deux tempéraments différents : le blond et grave Nordiste Lewandowski et le brun et souriant Laune. Même par leurs chaussures et les lacets, les deux demis de l'équipe de France s'opposent l'un à l'autre. "Il a toute l'insouciance du Midi !" disait Bourbotte, l'autre dimanche, de son ancien coéquipier fivois Laune. De fait, un quart d'heure avant le match de l'équipe de France contre les Jeunes de France [où manque d'être sélectionné son beau frère du SO Montpellier Pierre Dosséna le 18 février 1943], Laune n'avait pas encore ses chaussures. C'est Rouvière, l'avant centre alésien, qui était chargé de les apporter, et qui fut retardé en raison de la foule se dirigeant vers le Parc des Princes et le champ de course d'Auteuil. En attendant, Laune avait emprunté celles de Waggi, qui était remplaçant et qui dut reprendre son bien pour se mettre en tenue. Quand les chaussures arrivèrent, on s'aperçut qu'elles étaient couvertes de boue, éculées, et que les lacets étaient faits de plusieurs morceaux noués les uns aux autres. Laune ne se fit pas de souci pour autant... Quelle opposition avec Lewandowski ! Voyez du reste les deux instantanés [photos] que nous passons côte à côte. Lewandowski a des chaussures en excellent état, fort bien cirées, et des lacets qui sont évidemment d'une seule pièce. Pourtant, Laune a vécu lui aussi dans le Nord. Mais il n'y a pas contracté les habitudes régionales de préparation exemplaire et de présentation irréprochable. Le plus fort, c'est qu'en dépit de tous ces handicaps, Laune demeure un très bon footballeur. Mais ne serait-il pas meilleur encore s'il se souciait un peu plus de ses chaussures qui sont tout de même l'arme principale du footballeur ?"
En début de saison 1943-1944, il est de retour au SO Montpellier ou plus exactement à l'équipe fédérale Montpellier-Languedoc, équipe mise en place sous le régime de Vichy puis dissoute à la libération avec l'effectif suivant : René Dedieu (entraîneur), Joseph Azéma, Bertand (gardien), Aimé Boissier (défenseur), Pierre Danzelle (milieu), André Dautheribes (milieu, réserve fédérale), Louis Favre, Henri Fontaine (attaquant, arrivé à l'inter-saison de Marseille-Provence), René Franquès (défenseur), Louis Gabrillargues (milieu), Georges Janin (milieu), André Laborde, Jean Laune (milieu), Charlie Laurent (milieu), Jean-Baptiste Molinari, José Molinuevo (gardien), Patrone, Louis Pons (milieu), Jules Robisco, Vigne, et Mario Zatelli (attaquant). Dans Le Miroir des Sports du 16 novembre 1943, une formation de l'équipe est présentée avec les joueurs suivants : Azéma - Vigné - Pons - Molinuevo - Franquès - Laurent - Laborde - Laune - Danzelle - Janin. Parallèlement, il entraîne l'équipe de Carcassonne. En décembre 1943, il est question d'une mutation à Grenoble qu'il ne souhaite pas. Le comité de gestion des équipes fédérales affecte Jean Laune à Grenoble soi-disant sur sa demande. Mais le joueur est toujours à Montpellier et déclare dans le journal L'Auto du 29 décembre 1943 : "J'ai été très surpris en apprenant cette mutation que je n'ai pas sollicitée. J'ai vu M. Dancausse, qui m'a dit ne l'avoir décidée qu'à la demande de mon directeur sportif M. Raynal. Or, celui-ci, avec lequel il est vrai je ne suis pas toujours d'accord, m'a assuré n'avoir rien demandé de semblable. Alors je ne comprends plus. Mais je sais bien une chose, c'est que je suis marié, papa, et établi à Montpellier, et que je n'irai à Grenoble à aucun prix..." Finalement, en janvier 1944, le 4 exactement, la commission des équipes fédérales mute Jean Laune à Clermont, ce qui ne l'arrange pas plus pour autant. Et deux jours après, le 6 janvier 1944, on apprend finalement que la commission des équipes fédérales décide que Laune reprend sa place dans l'équipe du Languedoc. C'est Mattéo de Perpignan qui le remplace dans l'équipe d'Auvergne à Clermont, le dénouement est heureux.       
Le 13 février 1944, l'équipe fédérale Montpellier-Languedoc bat le SF-CA Paris 2 buts à 1 au Parc des Princes en Coupe de France, se qualifiant pour les 1/4 de finale et Jean Laune est cité parmi les meilleurs joueurs de la rencontre en Une du journal de L'Auto du 14 février 1944.
Il joue ensuite au Nîmes Olympique en 1945-1946, au SO Montpellier de nouveau de 1946 à 1948, et enfin au CA Paris en 1948-1949, où prend fin sa carrière de joueur professionnel, à la suite d'une blessure. 
Pendant les vingt années qui suivent, comme entraîneur-joueur puis comme entraîneur, il met successivement sa connaissance du football au service d'une quinzaine de clubs, ce qui l'amène notamment à s'expatrier quatre ans en Belgique et deux ans en Afrique du Nord. Revenu dans son Languedoc natal, il entraîne encore Maugio puis l'IBM avant de prendre une retraite amplement méritée. 
Jean Laune fait partie de ces footballeurs dont la carrière internationale a été compromise par le déclenchement du deuxième conflit mondial. Devenu Lillois en 1938-1939 il est, au cours de la même saison, tour à tour retenu dans la sélection de la Ligue du Nord (deux fois), dans l'équipe de France B, puis à plusieurs reprises dans l'équipe de France A. Sur sa lancée, il n'est pas douteux que Laune, en des temps moins perturbés, fût devenu, un jour ou l'autre, titulaire à part entière dans l'équipe nationale. Au cours de la saison 1940-1941, il participe à une tournée en Afrique du Nord avec la sélection nationale, mise sur pied par la Fédération dans le cadre de la "Tournée Borotra", qui concernait divers sports. Pour des raisons d'opportunité politique sans doute, ces équipes se déplacent sous l'étiquette "Sélection métropole", et ne confèrent pas le titre d'international, pas plus d'ailleurs qu'une sélection en A dans la liste des remplaçants, ces derniers n'ayant pas la possibilité, à l'époque d'entrer en jeu en cours de partie. C'est en raison de ces règlements assez draconiens qu'on chercherait en vain le nom de Laune sur la liste des internationaux français. 
Gabrillargues, Gérard, Rohlion, Laune, Angles, Laborde, Favre, Bourrier, Bonnel, somistes prestigieux, internationaux en titre ou en puissance de l'être, tous issus du terroir languedocien, mais qui tous, au cours de leur carrière, et pour des durées plus ou moins longues, émigrèrent sous d'autres cieux, pour le plus grand dommage du football montpelliérain !

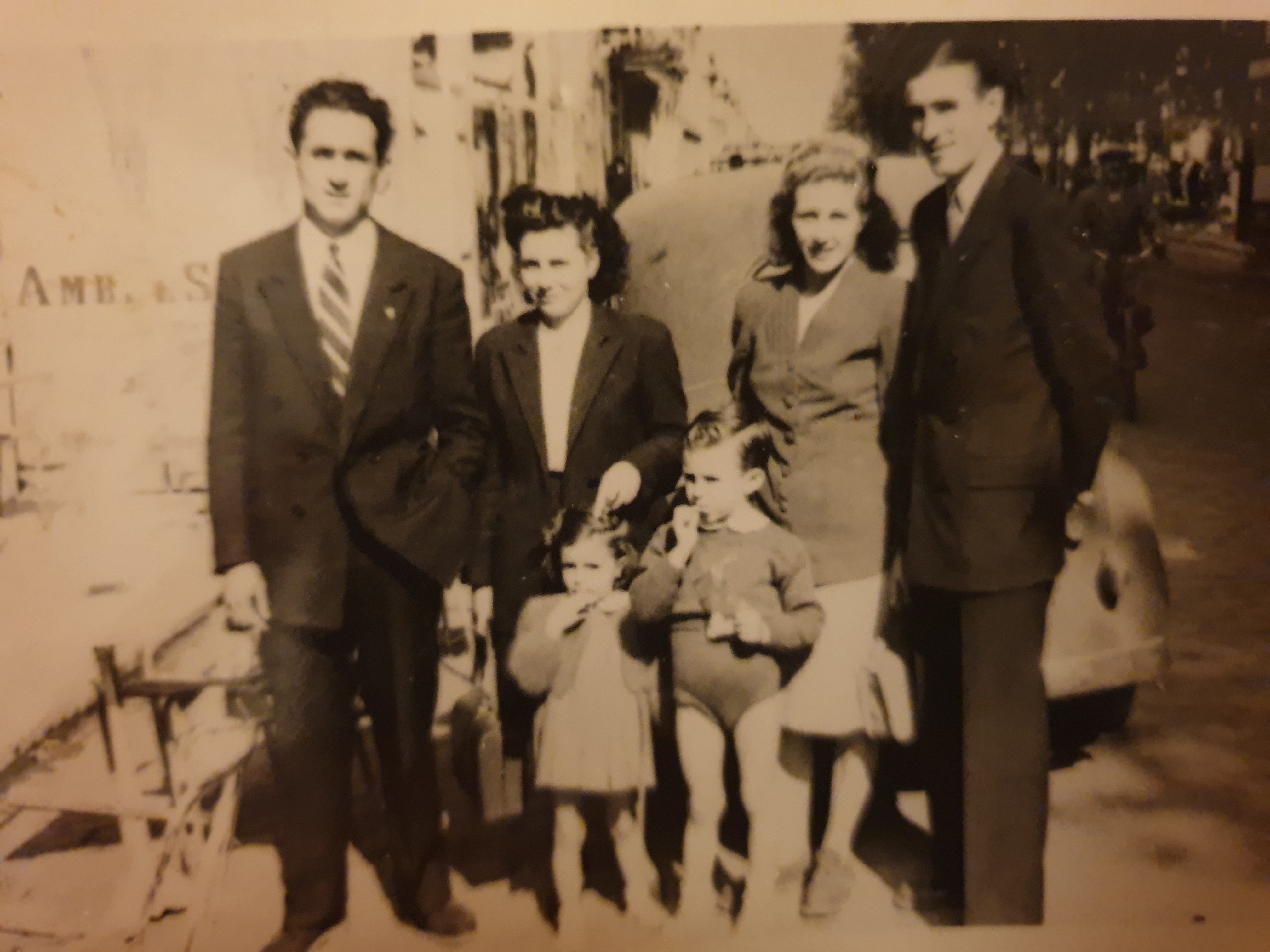
Jean Laune et Pierre Dosséna avec leurs épouses en famille.

### Carrière d'entraîneur
Il commence sa carrière d'entraîneur à l'AC Ajaccio de 1958 à 1959, puis continue sa carrière à l'US Boulogne de 1967 à 1970. Puis il part à Aix de février à juin de la même année.
Il met successivement sa connaissance du football au service d'une quinzaine de clubs, ce qui l'amène notamment à s'expatrier quatre ans en Belgique et deux ans en Afrique du Nord. Revenu dans son Languedoc natal, il entraîne encore Mauguio puis l'IBM avant de prendre une retraite amplement méritée.